# Lila Lee
Pour les articles homonymes, voir Lee.
Lila Lee née Augusta Wilhelmena Fredericka Appel, née le 25 juillet 1905 à Union City et morte le 13 novembre 1973 à Saranac Lake, est une actrice américaine, véritable vedette des aventures romantiques des écrans du cinéma muet et des premiers films du parlant,,.

## Biographie
Née à Union City dans le New Jersey, Lila est issue d'une famille d’immigrés allemands de la classe moyenne, installée à New York à leur arrivée.
À la recherche d'un passe-temps pour leur jeune fille grégaire, les Appels inscrivent Lila dans la revue pour enfants de Gus Edwards qui se produit régulièrement. Adoubée du surnom de Cuddles qui la suivra toute sa vie, Lila a un jeu de scène très personnel et très populaire auprès du public, ce qui amène ses parents à lui faire suivre des cours privés que dispense Edwards, son directeur artistique.
En 1916, Lillian Edwards - l'épouse de Gus -, joue depuis huit ans le rôle d'agent artistique de l'enfant, période durant laquelle Lila se produit dans de nombreux vaudevilles.
En 1918, elle signe avec le magnat du film hollywoodien Jesse Lasky de Famous Players Lasky Corporation, la future Paramount Pictures. La performance de la starlette, alors âgée de 13 ans dans son premier long métrage, The Cruise of the Make-Believes, suscite de telles critiques élogieuses que Lasky envoie Lila participer à la campagne promotionnelle du film. Encensée par la presse, Lasky la voit effectivement comme successeur potentiel de la star de ses Studios, l'élégante et charismatique Gloria Swanson.
Dès ses premiers rôles, Lila devient très rapidement la vedette du public à l'image de Conrad Nagel, Wallace Reid , Roscoe 'Fatty' Arbuckle ou encore Rudolph Valentino. Physiquement, elle ressemble beaucoup à Ann Little, une ancienne star des Studios Lasky et, plus encore à Marguerite Clark. Lila interprète en 1920 Beverly West dans Terror Island, au côté de Harry Houdini qui joue là son deuxième long métrage, tourné dans les studios de la Famous Players Lasky Corporation.
En 1922, Lila interprète le rôle de Carmen dans le film extrêmement populaire Blood and Sand , aux côtés de l’idole Rudolph Valentino et de la vamp silencieuse Nita Naldi. La même année, la jolie brune aux yeux noirs est sélectionnée par le comité de la WAMPAS pour faire partie de la première promotion des treize Baby Stars de la Western Associated Motion Picture Advertisers (WAMPAS) composée entre autres par Louise Lorraine et Kathryn McGuire.
Le 26 juillet 1923, elle épouse l'acteur James Kirkwood Sr. avec qui elle aura un fils, James Kirkwood, Jr, l'année suivante. Lila Lee continua d'être une actrice très populaire tout au long des années 1920 et tourna des dizaines de films dont la majorité sera louée par la critique et très largement regardée.
Alors que les années folles touchent à leur fin, la popularité de Lila commence à décliner. Elle est l’une des rares stars féminines du muet à rater l’arrivée du parlant. Retournant travailler dans les principaux studios, elle apparait notamment dans The Unholy Three, en 1930, aux côtés de Lon Chaney Sr. dans son unique film parlant. Malheureusement, une série de mauvais choix de carrière, des épisodes récurrents de tuberculose et d'alcoolisme la contraignent à se tourner vers des films de Série B,.
En août 1931, elle divorce pour désertion du domicile familial et voit la garde de son fils confiée à son père.
Puis, elle se marie avec le courtier Jack R. Peine, en 1934 mais divorce en 1935.
L'année suivante, elle demeure, elle et son fils, dans la maison des Morris à Manhattan Beach en Californie, où s'est déroulé le suicide ou le meurtre par arme à feu, de Reid Russell, une des connaissances des propriétaires .

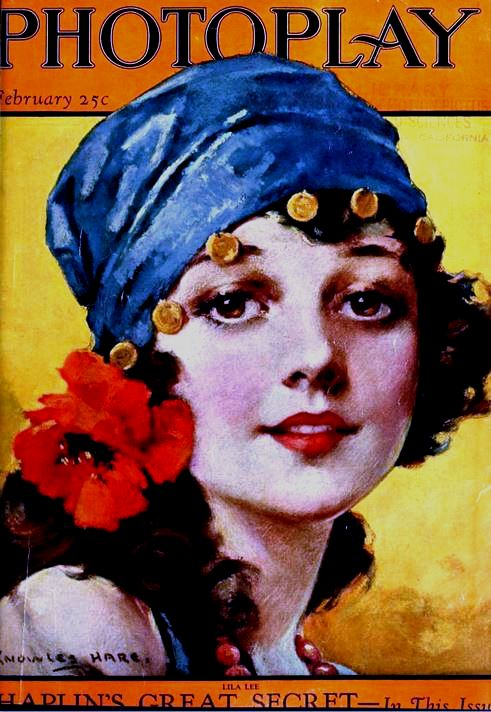
Lila Lee

À la fin des années 1930, une tuberculose lui fut diagnostiquée, l'invitant à déménager à Saranac Lake, dans l'État de New York, pour être soignée à l'hôpital Will Rogers Memorial. Elle épouse en troisièmes noces, en 1944, le courtier John E. Murphy dont elle divorcera en 1949.
Par la suite, Lila fait plusieurs apparitions dans des pièces de théâtre dans les années 1940 et finira par jouer dans les premiers feuilletons télévisés dans les années 1950.
Pour sa contribution au cinéma américain, Lila est gratifiée de son vivant, le 8 février 1960, d'une étoile sur le Walk of Fame à Hollywood, située au 1716 Vine Street, à quelques pas des anciens Studios Lasky qui ont vu ses débuts. Le même jour, Béla Lugosi sera lui aussi, gratifié mais à titre posthume. Son fils James Kirkwood Jr. est devenu un dramaturge et un scénariste de grande renommée dont les œuvres comprennent entre autres, A Chorus Lin et PS Your Cat Is Dead.
En 1973, Lila Lee décède d'un accident vasculaire cérébral au lac Saranac, à l'âge de 68 ans. Elle est inhumée au cimetière Brookdale d'Elyria, en Ohio.

## Filmographie

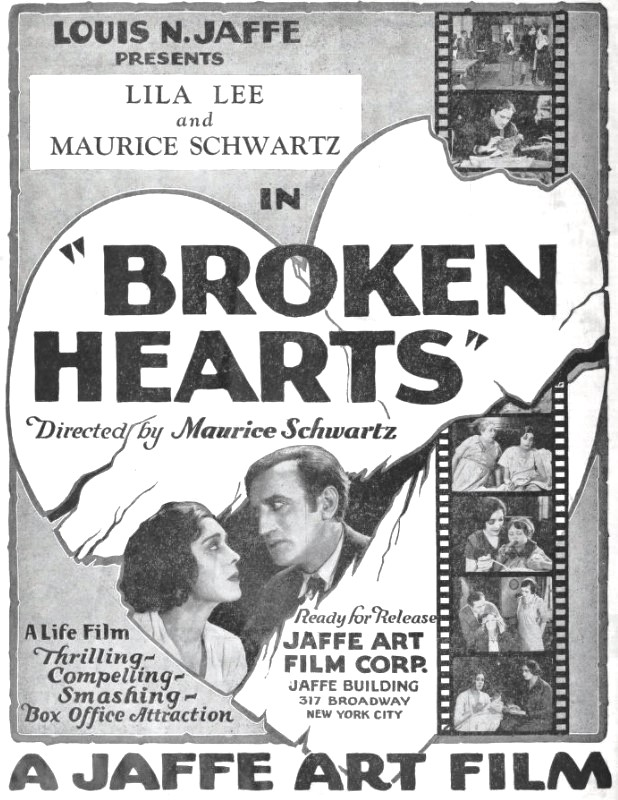
Lila Lee à l'affiche de Broken Hearts en 1926.

- 1918 : The Cruise of the Make-Believes de George Melford
- 1918 : Such a Little Pirate (en) de George Melford
- 1919 : Jane Goes A-Wooing (en) de George Melford
- 1919 : Le Jardin secret (en) (The Secret Garden) de Gustav von Seyffertitz
- 1919 : Puppy Love (en) de Roy William Neill
- 1919 : Rustling a Bride (en) d'Irvin Willat
- 1919 : A Daughter of the Wolf (en) d'Irvin Willat
- 1919 : Rose o' the River (en) *film perdu, de Robert Thornby
- 1919 : The Heart of Youth (en) de Robert G. Vignola
- 1919 : The Lottery Man (en) *film perdu, de James Cruze
- 1919 : Pour sauver un royaume (en) (Hawthorne of the U.S.A.) de James Cruze
- 1919 : L'Admirable Crichton (Male and Female) de Cecil B. DeMille
- 1920 : L'Île de la terreur (en) (Terror Island) *incomplet, 2 bobines manquantes, de James Cruze
- 1920 : The Soul of Youth de William Desmond Taylor
- 1920 : La Princesse Alice (en) (The Prince Chap) *film perdu, de William C. de Mille
- 1921 : Folie d'été (Midsummer Madness) de William C. de Mille
- 1921 : L'École du charme (The Charm School) de James Cruze
- 1921 : The Easy Road (en) *film perdu, de Tom Forman
- 1921 : Fatty détective amateur (The Dollar-a-Year Man) de James Cruze
- 1921 : Fatty fait de l'auto (en) (Gasoline Gus) de James Cruze
- 1921 : Fatty veut se marier (en) (Crazy to Marry) de James Cruze
- 1921 : Le Vieux Comédien (After the Show) *film perdu, de William C. de Mille
- 1922 : La Crise du logement (Rent Free) *film perdu, de Howard Higgin
- 1922 : One Glorious Day *film perdu, de James Cruze
- 1922 : The WAMPAS Baby Stars of 1922
- 1922 : Gai, gai, marions-nous! (en) (Is Matrimony a Failure?) *film perdu, de James Cruze
- 1922 : The Fast Freight (en) *film perdu, de James Cruze
- 1922 : The Dictator *film perdu, de James Cruze
- 1922 : Un voyage à Paramount-Ville (A Trip to Paramountown) *court-métrage, de Jack Cunningham
- 1922 : Arènes sanglantes (Blood and Sand) de Fred Niblo
- 1922 : La Fin des fantômes (The Ghost Breaker), *film perdu, d'Alfred E. Green
- 1922 : Ebb Tide (en) *film perdu, de George Melford
- 1922 : La Belle Revanche (Back Home and Broke) d'Alfred E. Green
- 1923 : L'Horrible méprise (en) (The Ne'er-Do-Well) *film perdu, de Alfred E. Green
- 1923 : Homeward Bound (en) *film perdu, de Ralph Ince
- 1923 : Hollywood (cameo) *film perdu, de James Cruze
- 1923 : Notre grand homme (en) (Woman-Proof) *film perdu, d'Alfred E. Green
- 1924 : Love's Whirlpool de Bruce M. Mitchell
- 1924 : Wandering Husbands (en) de William Beaudine
- 1924 : Another Man's Wife de Bruce M. Mitchell
- 1925 : The Midnight Girl de Wilfred Noy
- 1925 : En disgrâce (Coming Through) *film perdu, de A. Edward Sutherland
- 1925 : Old Home Week (en) *film perdu, de Victor Heerman
- 1926 : Broken Hearts de Maurice Schwartz
- 1926 : The New Klondike (en) *une bobine est manquante, de Lewis Milestone
- 1926 : Son fils avait raison (Fascinating Youth) *film perdu, seule la bande-annonce existe, de Sam Wood
- 1927 : One Increasing Purpose (en) de Harry Beaumont
- 1927 : Million Dollar Mystery (en) de Charles J. Hunt
- 1928 : Top Sergeant Mulligan de James P. Hogan
- 1928 : The Man in Hobbles de George Archainbaud
- 1928 : You Can't Beat the Law de Charles J. Hunt
- 1928 : A Bit of Heaven (en) de Cliff Wheeler (en)
- 1928 : United States Smith (en) de Joseph Henabery
- 1928 : Thundergod (en) de Charles J. Hunt
- 1928 : The Adorable Cheat de Burton L. King
- 1928 : Just Married (en) de Frank R. Strayer
- 1928 : Black Butterflies de James W. Horne
- 1928 : The Little Wild Girl de Frank S. Mattison
- 1928 : The Black Pearl (en) de Scott Pembroke
- 1929 : Queen of the Night Clubs (en) *film perdu, seule la bande-annonce existe, de Bryan Foy
- 1929 : Honky Tonk de Lloyd Bacon
- 1929 : Drag de Frank Lloyd
- 1929 : Rues sombres (Dark Streets) de Frank Lloyd
- 1929 : The Argyle Case de Howard Bretherton
- 1929 : Les Mousquetaires de l'air (Flight) de Frank Capra
- 1929 : Love, Live and Laugh (en) de William K. Howard
- 1929 : La Revue des revues (The Show of Shows) *version Technicolor perdue, de John G. Adolfi
- 1929 : The Sacred Flame *film perdu, de Archie Mayo
- 1930 : Double Cross Roads, de George E. Middleton et Alfred L. Werker
- 1930 : The Unholy Three, de Jack Conway
- 1930 : Second Wife, de Russell Mack
- 1930 : Those Who Dance, de William Beaudine
- 1930 : Murder Will Out *film perdu, la piste son existe , de Clarence G. Badger
- 1930 : The Gorilla *film perdu, la piste son existe , de Bryan Foy
- 1931 : Misbehaving Ladies, de William Beaudine
- 1931 : Woman Hungry, de Clarence G. Badger
- 1932 : Officer Thirteen, de George Melford
- 1932 : Exposure, de Norman Houston
- 1932 : False Faces (en), de Lowell Sherman
- 1932 : War Correspondent, de Paul Sloane
- 1932 : The Intruder, de Albert Ray
- 1932 : Unholy Love, de Albert Ray
- 1932 : The Night of June 13, de Stephen Roberts
- 1932 : Radio Patrol, de Edward L. Cahn
- 1933 : The Iron Master (en), de Chester M. Franklin
- 1933 : Face in the Sky, de Harry Lachman
- 1934 : Lone Cowboy, de Paul Sloane
- 1934 : Stand Up and Cheer!, de Hamilton MacFadden
- 1934 : Le tourbillon, de Roy William Neill
- 1934 : I Can't Escape (en), de Otto Brower
- 1934 : In Love with Life, de Frank R. Strayer
- 1935 : The People's Enemy, de Crane Wilbur
- 1935 : Champagne for Breakfast, de Melville W. Brown
- 1935 : The Marriage Bargain, de Albert Ray
- 1936 : The Ex-Mrs. Bradford, de Stephen Roberts
- 1936 : Country Gentlemen, de Ralph Staub
- 1937 : Two Wise Maids, de Phil Rosen
- 1937 : Nation Aflame (en) de Victor Halperin
- 1938 : Oh Boy !, de Albert de Courville
- 1949 : Hands of Murder série TV entre 1949 et 1952
- 1950 : Lux Video Theatre (en) série TV entre 1950 et 1959
- 1956 : The Gale Storm Show: Oh! Susanna série TV entre 1956 et 1960
- 1957 : Panic ! série TV 1957
- 1966 : The Emperor's New Clothes, de Bob Clark
- 1967 : Cottonpickin' Chickenpickers, de Larry E. Jackson